# Fulda
Fulda je starobylé a významné německé město, deváté největší město v Hesensku, sídlo římskokatolické diecéze a tradiční církevní metropole. Městem protéká stejnojmenná řeka. Ve městě žije přibližně 70 tisíc obyvatel.

## Geografie
Sousední obce: Petersberg, Künzell, Eichenzell, Großenlüder, Hünfeld, Neuhof a Schlitz.

## Historie

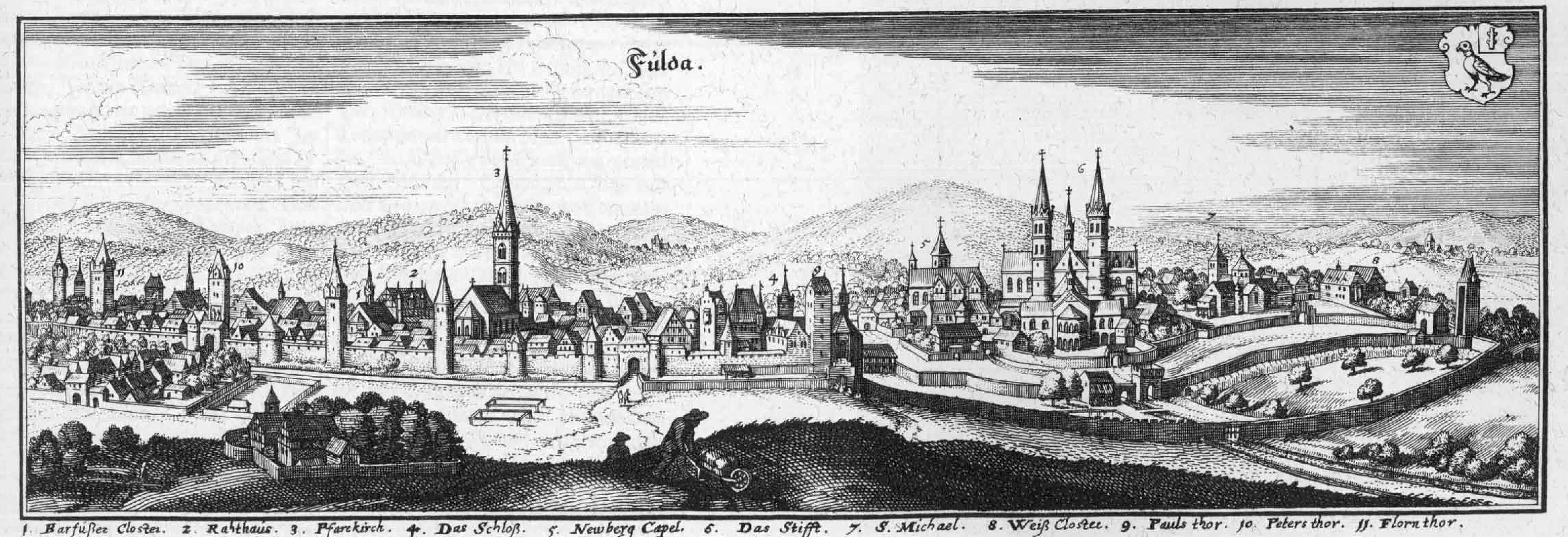
Fulda na mědirytině Matthäuse Meriana, z roku 1655

Při antických římských silnicích Via Regia a Antsantvia měli již v 6. století dvůr franští králové rodu Merovejské dynastie, který kolem roku 700 vyvrátili při svém vpádu Sasové. Na výzvu papeže Řehoře II. sem přišel křesťanský misionář Svatý Bonifác. Jeho žák, benediktinský mnich Sturmius sem přivedl mnichy z Hersfeldu a roku 744 založili benediktinský klášter, jehož prvním opatem byl právě Sturmius. Klášter se za císaře Karla Velikého stal významným centrem vzdělání a písemnictví. Byly zde sepsány Fuldské anály. Roku 1019 císař Jindřich II. Fuldě udělil právo trhů, cla a ražby mincí. Roku 1114 byla Fulda prohlášena městem. Za knížete-opata Jindřicha V. z Diez-Weilnau (1288–1313) byl v letech 1294 až 1312 postaven opatský hrad. V 17. století byl po úpravách za knížete-opata Johanna Friedricha von Schwalbach přestavěn na současný barokní palác.
K prvním větším sporům mezi městem a klášterem došlo za zmíněného opata Jindřicha V. (před rokem 1320), který dal postavit druhý hrad mimo klášter. Měšťané za pomoci vrchního fojta, hraběte Johanna von Ziegenhain vpadli do obou opatských hradů a vyplenili je. Císař Ludvík Bavor pak vůdce měšťanů dal popravit a škody musely být napraveny přestavbou hradu.
Další napětí mezi městem a klášterem propuklo v období reformace, ve středoněmeckém selském povstání, kdy se měšťané spojili se sedláky a vytáhli proti císařskému klášteru o Velikonocích 1525. Povstání bylo v květnu téhož roku potlačeno armádou hesenského lankraběte Filipa I. Dále město patřilo až do roku 1803 k hesenskému knížectví. Po jeho zrušení se na krátko stalo hlavním městem malého knížectví Nassau-Orange-Fulda pod vládou budoucího nizozemského krále Viléma I. a v roce 1806 přešlo pod francouzskou nadvládu do velkovévodství Berg, v roce 1810 do Frankfurtského velkovévodství, 1815 do Hesenského kurfiřtství a 1866 do Pruského království, s nímž se v roce 1871 stalo součástí Německé říše.

## Ekonomika
Město má od konce 19. století průmyslovou tradici. V roce 1900 zde byla založena firma na pneumatiky FULDA. V roce 1948 založil Moritz Kurt Juchheim společnost M. K. JUCHHEIM, známou pod jménem Jumo, na výrobu skleněných a skleněných kontaktních teploměrů. V současnosti působí několik průmyslových závodů: největší Fulda Reifen vyrábí komponenty do železničních vagónů a vozů, menší jsou závody strojírenské, elektrotechnické, textilní, gumárenské a chemické. Významný podíl má turistický ruch.

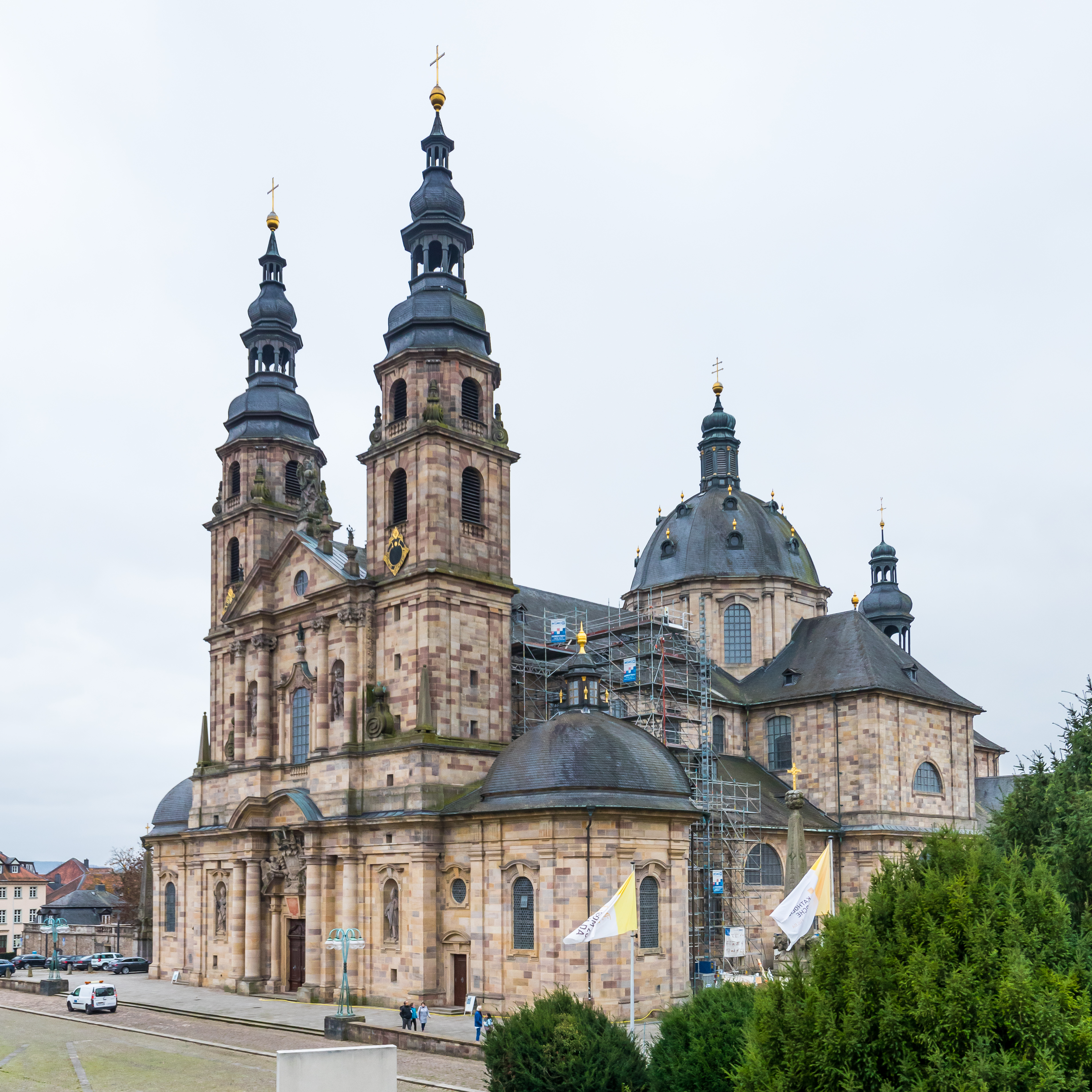
Dóm sv. Salvátora a sv. Šebestiána

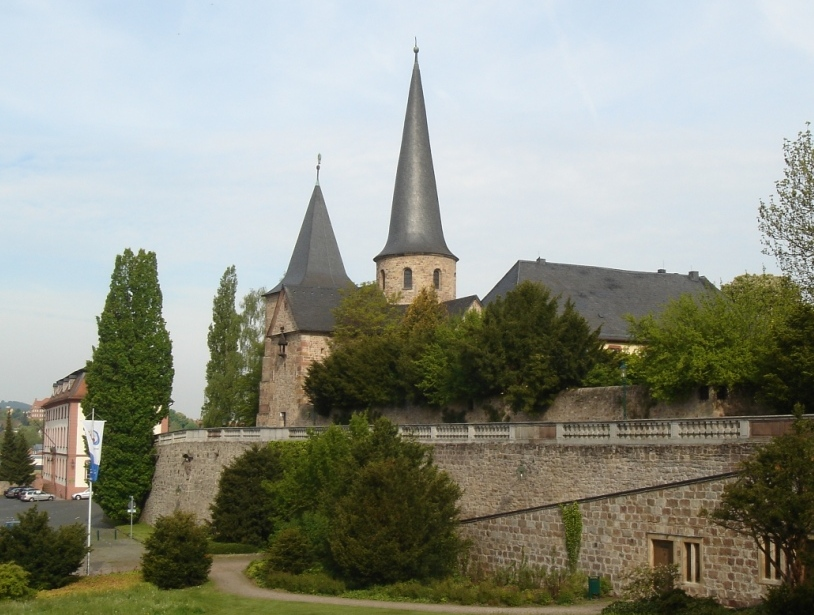
Michaelsburg

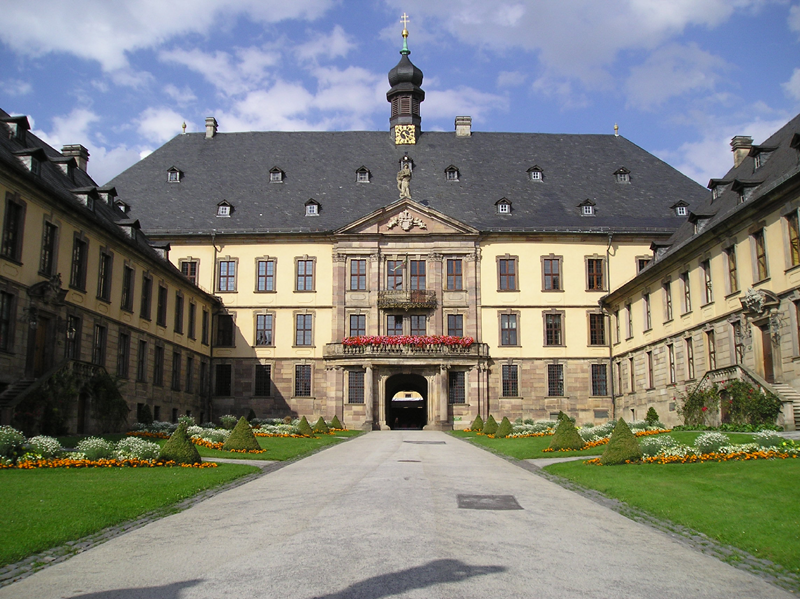
Biskupský zámek

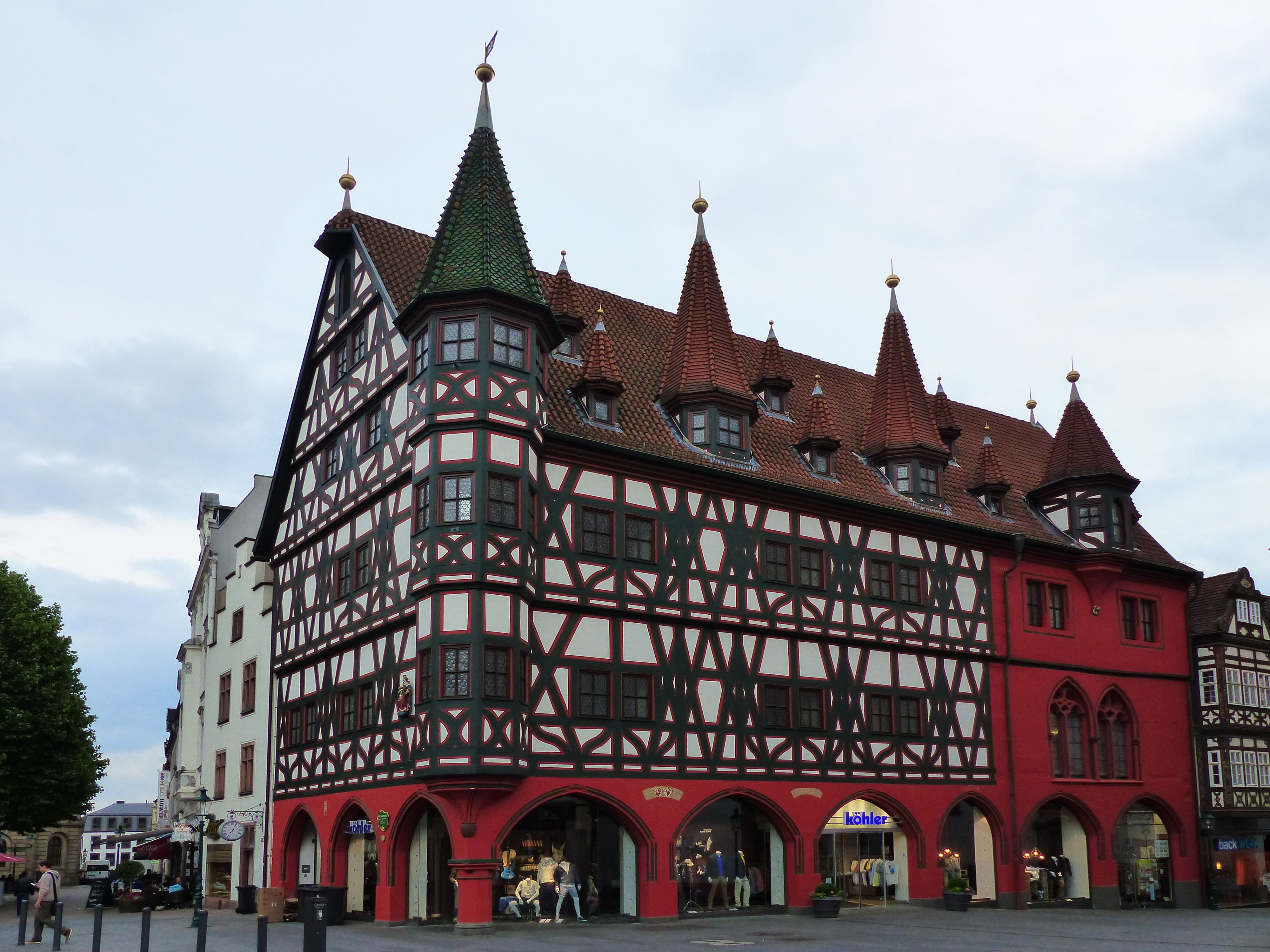
Stará radnice

## Politika
V katolicky orientované Fuldě byla v období druhého císařství a během Výmarské republiky vedoucí stranou strana Zentrum. Po válce se zde nejsilněji etablovala strana CDU. Nejznámějším poválečným politikem Fuldy je Alfred Dregger, který byl starostou Fuldy 24 let a 26 let poslancem v Německém spolkovém sněmu. Magistrát má 11 radních, z toho připadá 7 křesel straně CDU, 3 křesla straně SPD a 1 křeslo straně Spojenectví 90/Zelení.

### Starostové města Fuldy
| jméno                                      | od   | do   |
| ------------------------------------------ | ---- | ---- |
| Anton Thomas                               | 1805 | 1835 |
| Daniel Mackenrodt                          | 1835 | 1859 |
| Ignaz Weißmüller                           | 1859 | 1862 |
| Franz Rang                                 | 1862 | 1893 |
| Dr. Georg Antoni                           | 1894 | 1930 |
| Dr. Franz Danzebrink                       | 1930 | 1945 |
| Erich Schmidt (dosazen po válce Američany) | 1945 | 1946 |
| Dr. Cuno Raabe (CDU)                       | 1946 | 1956 |
| Dr. Alfred Dregger (CDU)                   | 1956 | 1970 |
| Dr. Wolfgang Hamberger (CDU)               | 1970 | 1998 |
| Dr. Alois Rhiel (CDU)                      | 1998 | 2003 |
| Gerhard Möller (CDU)                       | 2003 | 2017 |

## Památky
- Kostel sv. Michaela – původem předrománský, situovaný na opevněném návrší Michaelsburg
- Klášter benediktinů Michaelsberg, raně středověkého původu, nynější stavby z let 1758–1765
- Dóm sv. Salvátora (Krista Spasitele) a sv. Šebestiána, bývalý opatský kostel benediktinů, má předrománské základy a kryptu, hrob sv. Bonifáce je umístěn v menze hlavního oltáře; dvouvěžovou trojlodní barokní stavbu s kupolí v křížení projektoval Johann Dientzenhofer pro biskupa Adalberta von Schleiffras
- Klášter benediktinek Santa Maria, Frauenberg, raně barokní, založen roku 1623
- Farní kostel sv. Blažeje (St. Blasiuskirche)
- Kostel sv. Ondřeje (St. Andreaskirche)
- bývalý zámek Johannesberg – počátkem 14. století vznikla tvrz, trojkřídlou barokní budovu biskupské rezidence upravil Johann Dientzenhofer a dal si ji vystavět biskup Adalbert von Schleiffras
- stará radnice – hrázděná stavba, zděná část z roku 1513

## Muzea
Ve městě jsou dvě desítky muzeí. K nejvýznamnějším patří sbírky diecézního muzea.

## Školství
Město má 1200 letou tradici kultury a vzdělání. U zrodu první klášterní školy s klášterní knihovnou benediktinů stál Rabanus Maurus, který zde napsal svou encyklopedii. První univerzitu roku 1734 založil Adolf von Dalberg. Školskou reformu provedl roku 1775 biskup Heinrich von Bibra. V současnosti nese univerzita titul Hochschule, je spojena se Zemskou hesenskou knihovnou; tradičně vyniká její teologická fakulta a kněžský seminář. 

## Slavnosti
- Karneval karnevalů

## Doprava
Fulda leží na trase vysokorychlostní železniční trati Würzburg–Hannover a zastavují zde vlaky ICE. V blízkosti města je křižovatka dálnice A7 s dálnicí A66.

## Osobnosti
- Svatý Bonifác – misionář
- Johannes Sturm humanista
- hudební skupina Edguy

## Partnerská města
- Arles, Francie (1964)
- Como, Itálie (1960)
- Crediton, Spojené království
- Dokkum, Nizozemsko
- Litoměřice, Česko (2001)
- Sergijev Posad, Rusko (1991)
- Výmar, Německo
- Wilmington, Spojené státy americké (1997)